# Гигантски тигров охлюв
Гигантските тигрови охлюви (Achatina achatina) са вид коремоноги от семейство Achatinidae.
Таксонът е описан за пръв път от Карл Линей през 1758 година.

## Подвидове
- Achatina achatina achatina
- Achatina achatina bayoli
- Achatina achatina depravata
- Achatina achatina elegans
- Achatina achatina monochromatica
- Achatina achatina roseolabiata
- Achatina achatina togoensis